# Castello di Mulazzano
Il castello di Mulazzano era un maniero medievale, che sorgeva in prossimità della chiesa della Trasfigurazione di Nostro Signore Gesù Cristo a Mulazzano Monte, frazione di Lesignano de' Bagni, in provincia di Parma.

## Storia
La fortificazione difensiva, posta strategicamente sul crinale al confine tra la val Parma e la val Termina, fu edificata originariamente in epoca medievale; la prima testimonianza della sua esistenza risale al 1284, quando il podestà di Parma la fece distruggere in risposta a un insulto che aveva ricevuto dal castellano Carrotto della Palude.
Nel 1329 i Rossi espugnarono il ricostruito castello appartenente a Bertolino della Palude, che tuttavia contrattaccò distruggendo l'adiacente villaggio e cacciando il presidio di Andreasio de' Rossi.
Nel 1403 i fratelli Giacomo e Pietro de' Rossi fecero riedificare il maniero, ma, non appena ne venne a conoscenza, Ugolino del Prete, vicario ducale per conto di Giovanni Maria Visconti, costrinse gli alleati della casata a demolirlo.
L'ultima notizia relativa al maniero risale al 1408, quando i Rossi si allearono col marchese di Ferrara Niccolò III d'Este e gli presentarono istanza affinché quando fosse diventato signore di Parma garantisse loro la restituzione dei castelli di Carona, di Castrignano, di Tiorre e di Pariano e delle bastie di Sant'Andrea e di Mattaleto, oltre all'autorizzazione alla riedificazione delle rocche di Mulazzano, di Alberi, di Porporano, di Antesica e di Mamiano oppure della vicina Basilicanova.
Dell'antico castello si perse in seguito ogni traccia.